# Arab filozófia

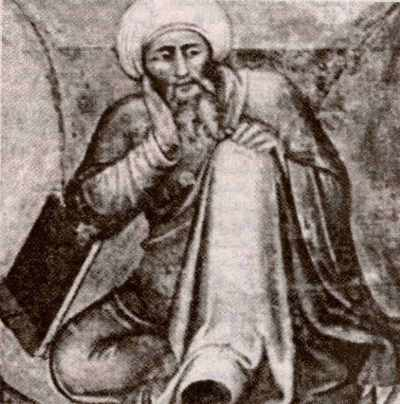
Averroës

Az iszlámon belül létrejött filozófiát arab filozófiának vagy iszlám filozófiának (الفلسفة الإسلامية) szokás nevezni, mivel a képviselői – akár arabok, perzsák vagy törökök voltak – műveiket arabul, az iszlám vallás klasszikus nyelvén írták.
Az arab filozófia kezdetei a VIII. század elejére tehetők, amikor nyelv- és írástudó arabok görög bölcseleti műveket kezdtek lefordítani arab nyelvre. A görög filozófia azonban már ismert volt az arab világban a fordítások megjelenése előtt is: szájhagyomány útján már ismerték például Arisztotelész vagy Platón bölcseletét is.

## Kalám és mutakallimún
Akik nemcsak a vallási problémákkal foglalkoztak, hanem metafizikai kérdésekkel is, azokat az arab filozófiatörténet a mutakallimūn, azaz: 'beszélők' szóval jelöli meg. A mutakallimūn a vallás által vitathatatlannak tartott kérdéseket vitatták meg. Tevékenységüket a kalām (beszéd) névvel jelölték meg. Az ortodox tanítókkal szemben ellenvetésekkel léptek fel, amikor a hitben olyan dolgokat találtak, amelyek az észnek nem feleltek meg. A mutakallimūn aszkéták voltak, mutazila, azaz (minden földitől) visszahúzódók, akik elutasították az ortodoxia képzeteit.

### Filozófiájuk
Istent mindenek fölötti jónak és igazságosnak képzelték: a halál után mindenkit megjutalmaz vagy megbüntet cselekedetei szerint. Egyes muctazilita mesterek szerint még a vétek nélkül szenvedő állat evilági megpróbáltatásai is kárpótlást nyernek a túlvilágon. Egy cselekedet nem attól helyes vagy helytelen, mert Isten megparancsolta vagy tiltotta azt (ez az ortodox formula). Isten bölcsessége az ésszel áll összhangban. A természet törvényei nem szilárdak. Bár úgy tűnik, hogy ugyanazok az okok ugyanazt okozzák, ez valójában csak látszat: Isten akarata bármikor "szétszakíthatja" az ok-okozat láncolatot. Isten minden pillanatban megújítja a természeti funkciókat, amelyeket azután a filozófus törvényszerű szükségszerűségre vezet vissza.
A mutakallimūn-ok hittek a lélek visszatérésében: a lelkek alacsonyabb rendű formákból fejlődnek egyéni emberi lélekké, aminek majd fel kell emelkednie az ősforráshoz. Az emberi lélek célja az, hogy "a helyes megismerés és a jámbor cselekedetek" által megtisztuljon a földi börtönéből és visszatérjen égi honába. Tanuk a plótinoszi filozófiára támaszkodott.

## A szúfizmus
A legnagyobb hatás, amit az újplatonizmus az iszlámra tett, az a szúfizmus. A szúfizmus az alapjait azon újplatonikus tanból meríti mely szerint az érzéki világ lényegtelen, és csak az isteni valóság visszatükröződése. Céljuk az istenitől  eltávolodott anyag legyőzése, és a lélek újraegyesítése az Istennel, aszkézis és eksztázis útján.
A szúfizmus több ágra tagolódott a történelem folyamán, egyik jelentős ág Šihāb ad-dīn as-Suhrawardī rendszere, amelyet a platóni ideatan mellett a gnoszticizmus és az emanációtan jellemez.

## Arab filozófusok

### Al-Kindi
Al-Kindi (870 körül halt meg) bagdadi filozófus egyúttal orvos és a természettudomány iránt érdeklődő volt. Az új platonizmus hatása alatt állt és elfogadta annak emanációról szóló tanitását.

### Al-Fárábi
al-Fárábi (kb. 875–950) orvos és filozófus, Arisztotelész és az újplatonizmus szintézisére törekszik. Átfogó metafizikai leírást fejt ki a világról, amelyben összekapcsolja a plótinoszi emanációs gondolatot az intellektus arisztotelészi tanításával.

### Avicenna
Avicenna (Ibn Szina, 980–1037) al-Fárábi gondolatvilágára épít. Metafizikájában különbséget tesz a lét között, amely szükségszerűen önmagában van (Isten), és a lét között, amely szükségszerűen más által létezik.
Avicenna szerint Isten egy szellemi lényeget alkot meg, mégpedig az örökkévalóságtól fogva. Isten az egyedüli olyan létező, akinél az esszencia (lényeg) és az egzisztencia (létezés) nem választható szét, ezért Isten szükségszerűen és csakis önmagában létezik. Minden más mulandó. A világ teremtése hierarchikusan ment végbe: legalacsonyabb fokon a tevékeny intellektus jön létre, amelynek az a feladata, hogy az ember receptív intellektusát megvilágítsa és a földi anyagnak formát adjon. A világ megismerése lehetséges az ember számára, mivel az emberi szellem és a fizikai tárgyak azonos forrásból származnak.

### Al-Ghazali
Al-Ghazáli (kb. 1058–1111) a filozófia határait próbálta kimutatni a vallással kapcsolatban. A filozófusok ellentmondásai (Tahāfut alfalāsifa) – vagy héber és latin fordításának ismertebb címével: destructio philosophorum –  az arisztotelészi iskola metafizikai, természettani és pszichológiai kérdéseinek hiányosságait és tévedéseit próbálta bizonyítani.
Al-Ghazali a filozófia ellen: "A vallás nagyobb kárt szenved azoktól, akik más utakon járva támogatják, mint azoktól, akik a vallás útjain haladva támadják". Különösen három filozófiai tant támad:  a világ örökkévalóságáról szóló tant, a halál utáni élet tanát és a feltámadás és végső ítélet tanát.

### Averroës
Averroës (Ibn Rusd, 1126–1198), Arisztotelész kommentárokat irt legfőképpen. Filozófiájában az iszlám vallás és a filozófia egységességének a megteremtésére törekszik, melyben megkülönbözteti a Korán-értelmezések különböző fokait, amelyek az ember mindenkori felfogóképességének felelnek meg.
Az intellektusról szóló tanításában megkülönbözteti az intellektust – amely az intelligibilis formákat nyújtja – a potenciális intellektustól, amely ezeket felveszi. Mindkettő örök és az individuum fölött áll.
Averroes kizárja az egyes lelkek személyes halhatatlanságát.